# 竹北泉州厝汾陽堂
24°49′00″N 121°01′01″E / 24.816772°N 121.016861°E
竹北泉州厝汾陽堂，位於臺灣新竹縣竹北市鹿場里的三合院，為郭姓居民建於戰後時期1956年，今列歷史建築。

## 歷史

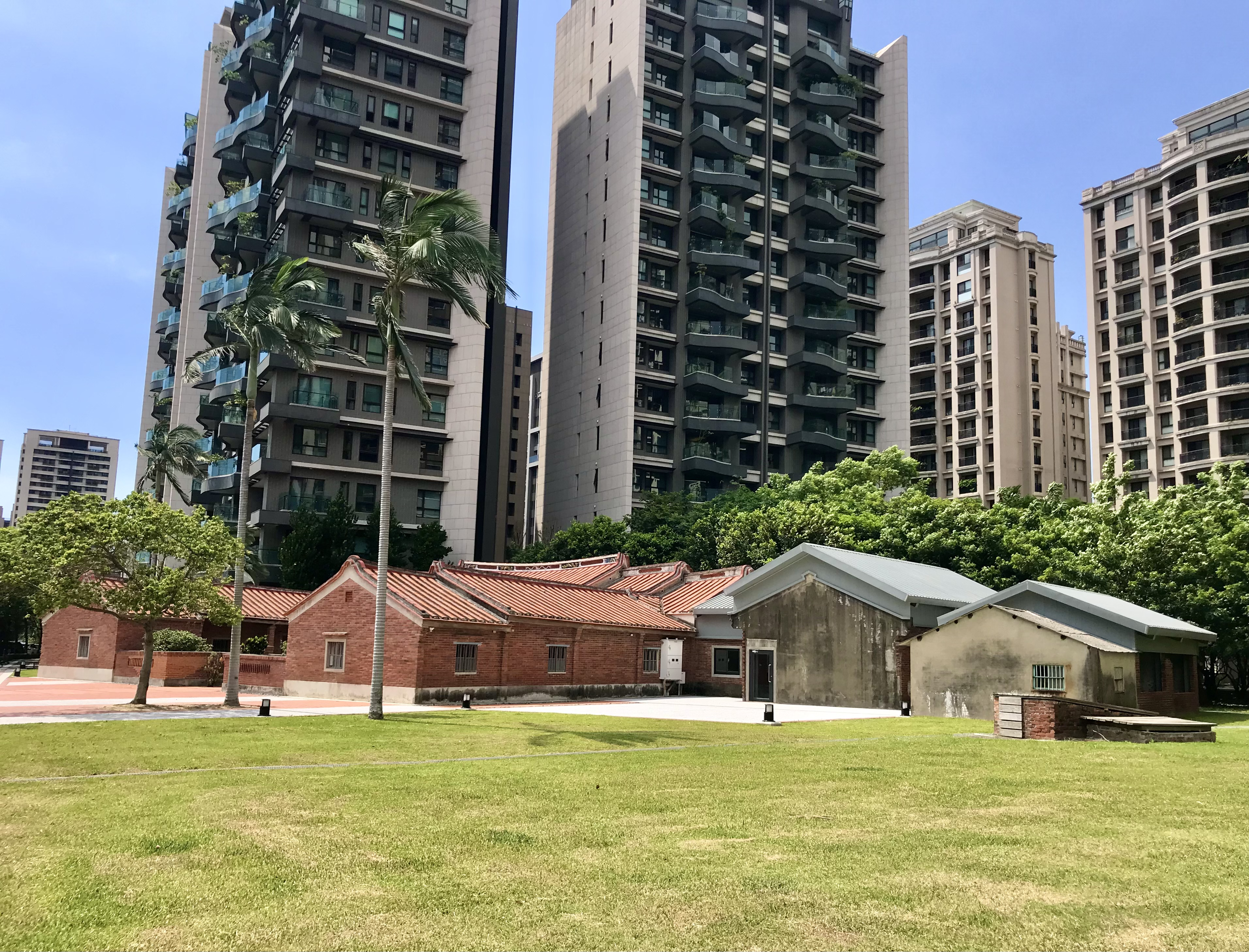
汾陽堂遠景

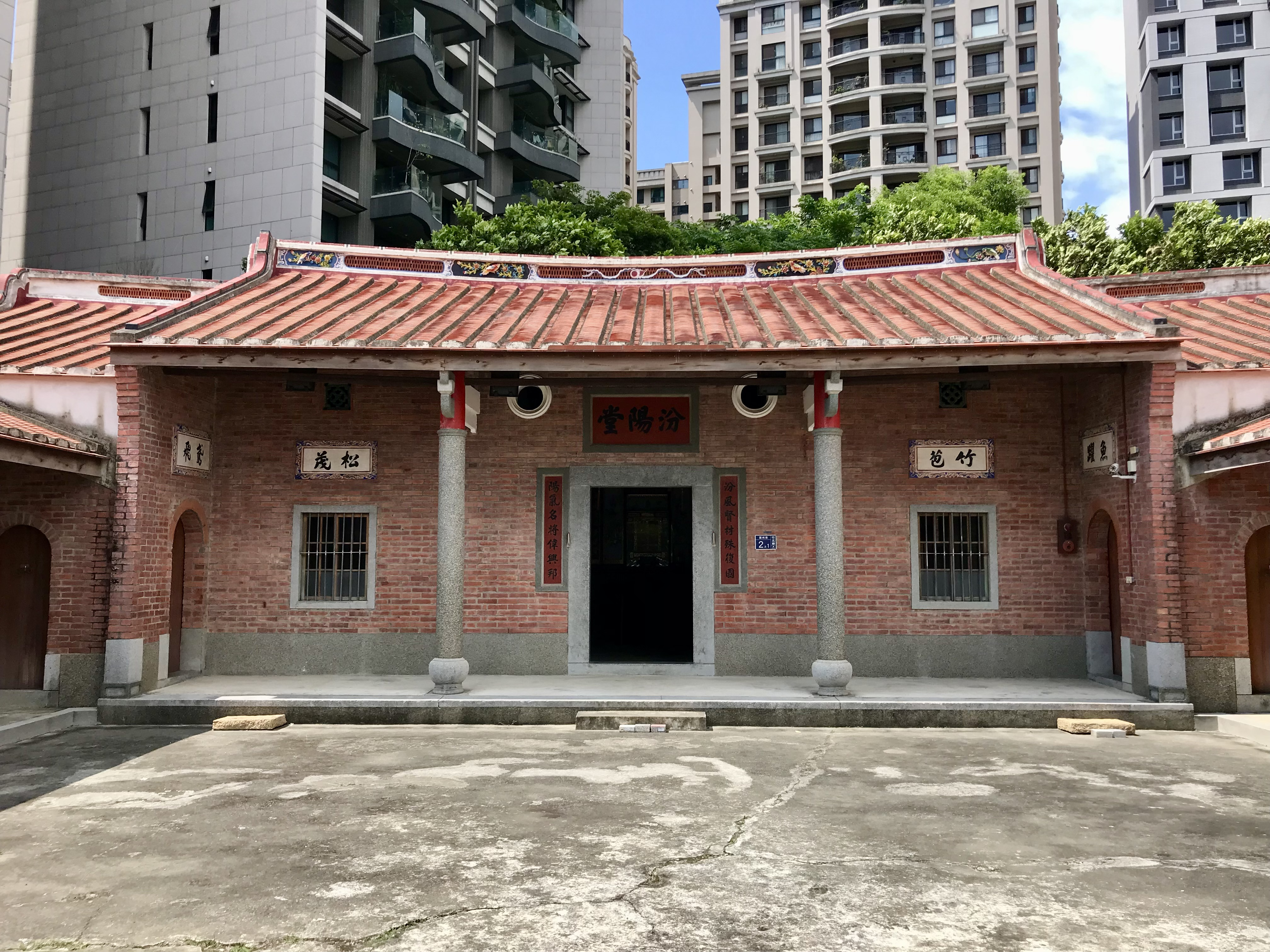
汾陽堂近景

竹北汾陽堂的來臺祖郭克明自中國大陸到臺灣後，就在竹北定居。竹北六家林氏底下有許多小佃戶，郭克明的子孫就原先是六家的佃農。竹北的佃農在「耕者有其田」時獲得土地。
1956年，郭克明的子孫郭林健在竹北東興圳尾端興建汾陽堂。家族成員郭雙發回憶，因地處農田中央，所有的磚瓦等建材都是從2、3百公尺外的路邊用人力一搬運。
因物資較缺乏，採取「半磚」堆疊。建成後，規模一堂二橫外加附屬建物，面積近600平方公尺。每逢清明節等節慶年節，家族會來此聚會。
2004年，當地對新竹市鹿場里進行臺科大區段徵收時，由於竹北汾陽堂被視有1950年代臺灣農村合院建築的代表性，遂建地變更為公園用地作保留。新竹縣政府文化局長李安妤表示，汾陽堂今位於竹北精華地段，傳統農村合院式建築於周邊密集的高樓中更凸顯其獨特性。建商在臺科大區段蓋起華廈，宣傳為河岸第一排與公園綠帶，開售就高達一戶新台幣4,000萬元。2007年9月14日，新竹縣政府公告此三合院、竹北六張犁大夫第、竹北六張犁忠孝堂等為歷史建築。族親郭登城強調，汾陽堂被徵收獲後，家族每月最後1個星期日會回來打掃維護。
修護上，由建築師林志成負責修護。為修護，縣府配合款224萬元，客委會補助1152萬元，椰林建設贊助100萬元。至於郭家則募款籌資320萬元，其中郭雙發捐款100萬元。
2014年1月22日，在縣長邱鏡淳主持下舉行修復開工。2015年9月20日，竣工。
在修護前，汾陽堂是規劃做為郭家家族史與祭祀空間展示空間、宗親辦公室、兒童閱覽室等。2022年，縣府文化局為活化場地，安排6月30日及7月29日試辦勘查場地。2023年，由道禾教育基金會以固定權利金每年25萬元取得6年的經營權，使汾陽堂成為首座促參委外經營的新竹縣歷史建築。

## 外部連結
- 新竹縣旅遊網-竹北泉州厝汾陽堂